# 한국민속소싸움협회
한국민속소싸움협회는 국내의 민속소싸움대회의 규정을 마련하여 시행하고, 싸움소의 육성 및 증식에 기여하며, 지역문화 창달에 적극 참여하고, 한우산업과 민속소싸움  대회의 발전 등 기여 목적으로 2009년 8월 17일 설립된 대한민국 농림수산식품부 소관의 사단법인이다. 사무실은 경상남도 진주시 판문동 146-1에 있다.